# Elementos do Grupo 10

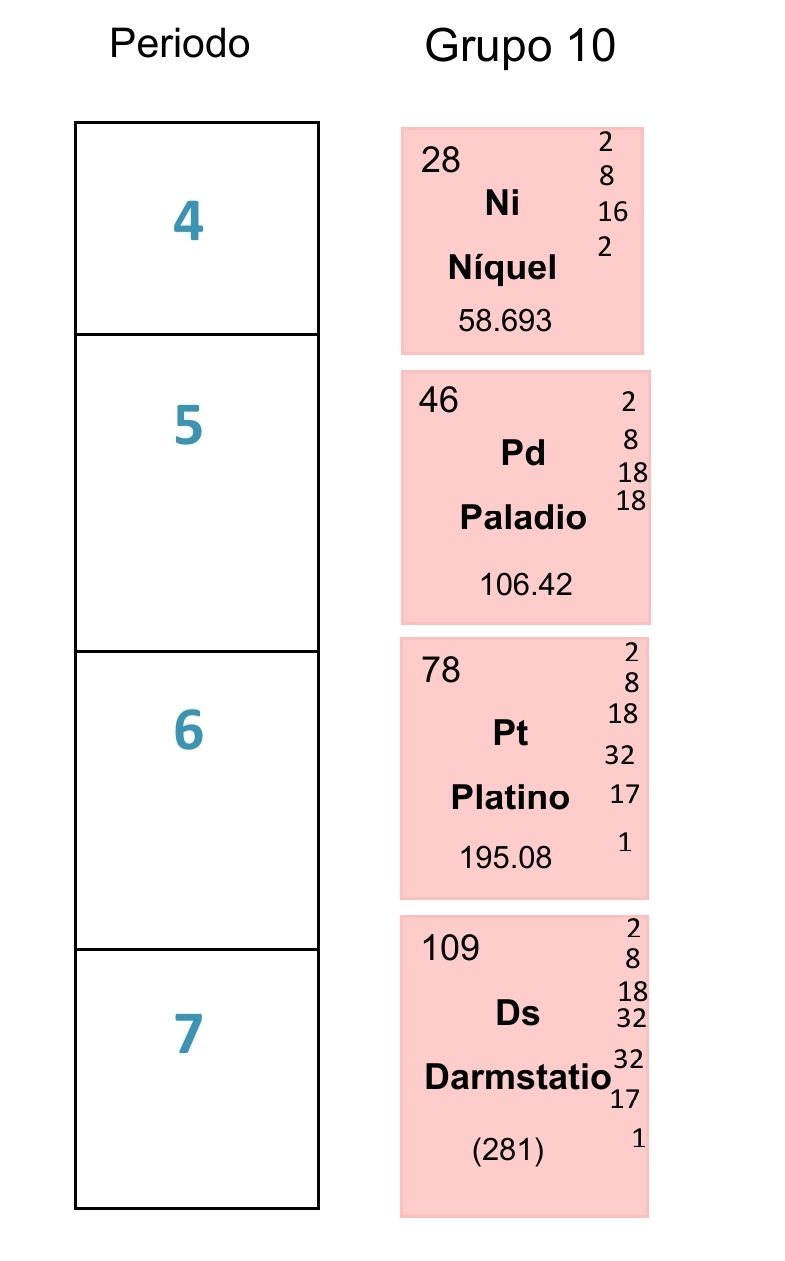
Os elementos do Grupo 10 na tabela periódica

O grupo 10 (8B), é o grupo conhecido como grupo do níquel. Que é constituído dos seguintes elementos:
- Níquel (Ni)
- Paládio (Pd)
- Platina (Pt)
- Darmstádio (Ds)